# ویلف برکت
ویلف برکت (انگلیسی: Wilf Birkett; ۲۶ ژوئن ۱۹۲۲ – ۲۴ دسامبر ۱۹۹۳) بازیکن فوتبال بود.
از باشگاه‌هایی که در آن بازی کرده‌است می‌توان به باشگاه فوتبال ساوتپورت اشاره کرد.